# Скауты против зомби
«Скауты против зомби» (англ. Scouts Guide to the Zombie Apocalypse) — американская зомби-комедия 2015 года режиссёра Кристофера Лэндона по сценарию Лэндона, Кэрри Эванса и  Еми Мотидзуки и сюжету Лэндона, Эванса и Лоны Уильямс. В главных ролях Тай Шеридан, Логан Миллер, Джоуи Морган, Сара Дюмон и Дэвид Кокнер. Фильм был выпущен 30 октября 2015 года в США компанией Paramount Pictures. Он получил смешанные отзывы от критиков.

## Сюжет

### Пролог
Действие фильма начинается ночью в лаборатории компании Biotine, где работает нерадивый уборщик Рон (Блейк Андерсон). Оказавшись в лаборатории, он случайно оживляет мужчину с кожей странного цвета, который убивает его, превращая в зомби. Затем Рон кусает сотрудника лаборатории.

### Завязка
Трое друзей живут в небольшом американском городке и состоят в отряде бойскаутов, который возглавляет старший бойскаут Роджерс (Дэвид Кокнер). Вечером одному из них, Огги (Джоуи Морган), предстоит получить высшую награду скаутов — Значок Кондора. Церемония должна пройти вечером в лесу. Бен (Тай Шеридан) и Картер (Логан Миллер) давно собираются уйти из бойскаутов, но не могут подвести друга. Во время разговора о том, что им пора уйти из бойскаутов, они сбивают оленя. Когда друзья меняют колесо, мимо проезжает машина с сестрой Картера Кэндалл и её друзьями, которые приглашают бойскаутов на секретную вечеринку старшеклассников. Тем временем, сбитый олень таинственным образом исчезает. Когда скауты (в обход закона о продаже спиртного несовершеннолетним) пытаются купить пиво в магазине, то знакомятся с соблазнительной Дениз (Сара Дюмон), которая работает в местном стрип-клубе. Тем временем Огги отправляется в лес, чтобы разбить лагерь.

### Зомби-апокалипсис: начало
Старший бойскаут Роджерс по пути к лагерю сначала находит пропуск сотрудника Biotione, а затем встречает оленя-зомби (сбитого бойскаутами), который пытается перегрызть ему горло. Бойскаут убивает оленя, воткнув ему нож в глаз, но становится жертвой зомби из лаборатории.
В лесном лагере бойскауты ложатся спать, но Картер подговаривает Бена отправиться на вечеринку старшеклассников. Когда друзья садятся в машину, то видят Огги, который догадался о «предательстве». Обиженный Огги уходит, а Бен и Картер едут в город. Они обращают внимание на то, что в пятницу вечером город на удивление пустой. Картер видит, что у дверей стрип-клуба нет охранника и приглашает приятеля зайти.
В клубе на них нападают зомби-стриптизёрша и зомби-охранник. Картер разделывается со стриптизёршей, воткнув ей бутылку в голову, а охранника убивает из дробовика Дениз. В это время Огги посещает дом старшего бойскаута Роджерса, где на него нападает бывший скаут, ставший зомби. Огги поджигает Роджерса и привязывает его к стулу.

### Четверо против армии зомби
Бен, Картер и Дениз отправляются к полицейскому участку, где видят объявление о том, что город эвакуирован. Они пытаются уехать, но армия зомби загоняет их в участок, где они запираются в тюремной камере. При этом ключа у них нет. Неожиданно зомби уходят, привлечённые громкой музыкой на улице. Бен пытается спасти друзей, сделав удочку из швабры и презервативов в качестве лески чтобы достать висящий на стене ключ. Ему это почти удаётся: вбежавший Огги неловким движением ноги отправляет ключи в сток канализации. Однако Огги сумел взломать замок перочинным ножом.
Уходя пешком из города, друзья встречают зомби-фаната Бритни Спирс, которого убивает капрал Ривс (Хирам А. Мюррей). Ривс передвигается по городу на военном внедорожнике HMMWV и ищет выживших. Ребята сообщают ему о том, что в городе ещё остались старшеклассники, которые отправились на секретную вечеринку. Однако, когда спасатели приезжают по указанному адресу, то оказываются на мусороперерабатывающем заводе (так как друзья Кендалл дали им неверные координаты). Тем временем укушенный капрал превращается в зомби и нападает на Дениз. Друзья расправляются с ним и решают как быть дальше. По военному радио они слышат о том, что через 2 часа город накроют ковровые бомбардировки.
Картер говорит, что им придётся вернуться в город и найти дневник его сестры, где может быть указание на место проведение вечеринки. Друзья отправляются в дом Картера и приступают к поискам. Пока Картер и Огги расправляются с зомби-соседкой мисс Филдер на первом этаже, между Беном и Денис происходит романтическая сцена, во время которой девушка показывает ему, как надо целоваться. Когда на дом нападает толпа зомби, скауты и Дениз спасаются, перепрыгнув на батуте через забор. При этом Бен успевает найти дневник Кендалл. За забором, в доме мисс Филдер скаутов встречает стая зомби-кошек. Уехав из города, группа разделяется. Дениз на мотоцикле отправляется к военным за подмогой, а скауты отправляются на вечеринку, зайдя по пути в строительный гипермаркет и вооружившись кто чем.

### Вечеринка старшеклассников
Вечеринка старшеклассников в самом разгаре, когда к уединившимся в подвале здания школьникам во время сцены куннилингуса присоединяется зомби. Тем временем Кендалл не понимает, где её брат и ссорится со своим приятелем Джеффом (Патрик Шварценеггер) из-за того, что он дал Картеру неправильные координаты. На вечеринке появляются зомби и начинается хаос. Кендалл бежит к выходу, открывает дверь, но видит лишь ещё больше зомби, которые пришли из города.
Тут у другого входа появляются трое друзей скаутов, которые начинают убивать зомби. Бен расправляется с превратившимся в зомби Джеффом и спасает Кендалл.
Когда у скаутов заканчиваются припасы, они выводят школьников из здания, а сами отвлекают зомби на себя. Добежав до спортзала, они понимают, что другого выхода из комнаты нет. Огги предлагает взорвать себя и всех зомби с помощью сделанной им бомбы, но тут в мусоропроводе появляется Дениз, которая показывает им выход. Спустившись вниз, скауты видят большой взрыв, а также своего бывшего старшего скаута. Пока они ищут, чем бы убить зомби, ему под ноги падает лимонка: это на помощь подоспели военные.

### Эпилог
В финале фильма эвакуированные жители города находятся на военной базе. Дениз подталкивает Бена в сторону Кендалл, школьники идут навстречу друг другу, Бен целует Кендалл. «Кто ты такой?» — спрашивает его девушка. «Я просто скаут», — отвечает Бен. Стоящий неподалёку Картер в шутку говорит Огги, что теперь ему придётся переспать с матерью Бена. В сцене после титров показывают оторванную взрывом голову старшего скаута Роджерса, которая говорит зрителям «конец».

## В ролях
| Актёр               | Роль                     |
| ------------------- | ------------------------ |
| Тай Шеридан         | Бен Гуди                 |
| Логан Миллер        | Картер Грант             |
| Джоуи Морган        | Огги Фостер              |
| Сара Дюмон          | Дениз Руссо              |
| Дэвид Кокнер        | старший бойскаут Роджерс |
| Хелстон Сейдж       | Кендалл Грант            |
| Патрик Шварценеггер | Джефф                    |
| Клорис Личмен       | мисс Филдер              |
| Сара Малакул Лейн   | Бет Дэниелс              |

## Производство
До этого фильма Кристофер Лэндон работал над тремя фильмами в серии «Паранормальное явление» и наслаждался возможностью сделать что-то более беззаботное. Он отметил сравнения в сценарии с различными фильмами 80-х годов, заявив: «Когда я прочитал первый сценарий, я подумал: «Ух ты, я на самом деле могу сделать кровавую версию «Балбесов» и «Гремлинов» с рейтингом R или даже «Взвод монстров»». В то же время Лэндон отметил, что он хотел, чтобы фильм не был полным возвратом и хотел модернизировать жанр, задача, которую он сравнил с аналогичной проблемой с «Паранойей» в попытке модернизировать триллер Хичкока.
Изначально премьера  была назначена на 13 марта 2015 года, но она была перенесена на 30 октября того же года.

### Съёмки
Съёмки начались 8 мая 2014 года в Лос-Анджелесе.

## Показ
В июле 2015 года Paramount объявила, что заключила сделку с AMC Entertainment и Cineplex Entertainment, чтобы сделать фильм и «Паранормальное явление 5: Призраки в 3D» доступными в цифровом виде, спустя 17 дней после того, как они упадут ниже 300 кинотеатров в рамках более крупного эксперимента, и попросила другие кинотеатры присоединиться. В свою очередь, Paramount разделит нераскрытую часть доходов от VOD. Согласно отраслевым источникам, Paramount предоставила участвующим экспонентам примерно от 2 до 4 процентов цифрового дохода студии между тем, как фильм упал ниже 300 кинотеатров и 90 днями после его выхода. Участниками формулы Paramount являются AMC, Cineplex, National Amusements и Alamo Drafthouse. Но многие каналы, включая Regal Cinema, Cinemark и Carmike, отклонили предложение Paramount о выпуске в VOD. Это означало, что оба фильма будут выходить примерно в 1350 североамериканских кинотеатрах при выходе 23 и 30 октября — по сравнению с 2883 кинотеатрами фильма «Паранормальное явление: Метка Дьявола» и к северу от 3000 кинотеатров для каждого из предыдущих трех частей «Паранормального явления». Толчком к экспериментам Paramount с таким подходом с этими более молодыми демографически жанровыми фильмами, которые многие считали кассовыми провалами, стал провал фильма «Hot Tub Time Machine 2». Роб Мур, вице-председатель Paramount Pictures, сказал: «Нет никаких сомнений в том, что мы будем делать меньше театрально, но я верю, что мы сделаем это в цифровом виде. Речь идет о долгосрочном здоровье бизнеса, поэтому нет такого длительного периода времени, когда потребитель не может посмотреть фильм».

### Выход на видео
Фильм был выпущен 8 декабря 2015 года на Digital HD и On Demand, а также 5 января 2016 года на DVD и Blu-ray.

## Реакция

### Кассовые сборы
Фильм заработал 3,7 миллиона долларов в Северной Америке и 12,4 миллиона долларов в других странах, на общую сумму 16,1 миллиона долларов по всему миру. Бюджет составил 24 миллиона долларов и получил 3 миллиона долларов в виде стимулов и скидок в рамках Калифорнийской программы налоговых кредитов на кино и телевидение.
Фильм вышел 30 октября 2015 года вместе с фильмами «Шеф Адам Джонс» и «Наш бренд — кризис». Первоначально предполагалось, что фильм соберёт 2-4 миллиона долларов в 1509 кинотеатрах в первые выходные, но в итоге собрал 1,8 миллиона долларов, заняв 12-е место в прокате.

### Критика
По мнению обозревателя Lenta.ru Дениса Рузаева создатели фильма «скрещивают зомби-хоррор с подростковой секс-комедией, но по-настоящему им не дается ни то, ни другое».
Обозреватель «Известий» Анастасия Рогова отмечает, что любому автору, который берётся за жанр зомби-хоррора предстоит нелёгкая задача — «создать таких зомби, каких еще не было». По мнению критика Лэндону это вполне удалось, поскольку «его зомби не только пожирают живых людей, но и поют хиты Бритни Спирс, стреляют из пистолета и танцуют стриптиз». Кроме того в фильме есть также есть зомби-олень и зомби-кошки.
На сайте Rotten Tomatoes, фильм получил рейтинг 45 %, на основе 74 отзывов критиков. Совокупный рейтинг фильма 4.7 из 10. Консенсусное мнение звучит так: «Фильм „Гид для скаутов по зомби апокалипсису“ не „дотягивает“ до своего интригующего названия, вместо этого показывая очередной зомби комедийный триллер с набившей оскомину „обнажёнкой“».

### Номинации
| Премия | Категория                                     | Номинант | Результат |
| ------ | --------------------------------------------- | --- | --------- |
| COLA   | Команда года — Студийный полнометражный фильм | Стивенсон Кроссли (менеджер по размещению) Уилл Рувалькаба (ключевой помощник менеджера по местоположению) Джини Фарнам (помощник менеджера по местоположению) Кристофер Кусяк (помощник менеджера по местоположению) София Очоа (помощник менеджера по местоположению) | Номинация |

## Саундтрек
- «Black Widow» — Игги Азалия при участии Риты Оры
- «Воздушная оркестровая сюита No 3 в минор» — автор — Иоганн Себастьян Бах
- «Get Up Get Down» — авторы — Питер Бойс и Оливер Силк
- «Get It Poppin’» —  Kil the Giant
- «Electric Love» — Børns
- «9 to 5» — Долли Партон
- «Dee Oh U Gee Eye E» — авторы — Андре Ламар Белл, Лэшон Пейн и Пэт Келли
- «Young at Heart» — Тим Майерс при участии группы «Rondo Brothers»
- «Get Low» — Диллон Фрэнсис и DJ Snake
- «All That» — Диллон Фрэнсис при участии Twista и группы «The Rej3ctz»
- «Scars» — Basement Jaxx
- «Crank That (Soulja Boy)» — Soulja Boy
- «… Baby One More Time» — Бритни Спирс
- «Set Me Free» — Диллон Фрэнсис и Мартин Гаррикс
- «Burial» —  Yogi при участии Pusha T
- «When We Were Young» — Диллон Фрэнсис и Sultan & Shepard при участии The Chain Gang 1974
- «Rock You Like a Hurricane» — группа «Scorpions»
- «Haunt You» — группа «The Pack A.D.»